# Edificio Guardiola
El Edificio Guardiola es un edificio de estilo funcionalista del Centro Histórico de la Ciudad de México situado entre la calle Francisco I. Madero, el Eje Central Lázaro Cárdenas, el callejón de la Condesa y la avenida Cinco de Mayo. Edificado en un terreno con distintas etapas históricas, fue construido en 1947 por Carlos Obregón Santacilia con ingeniería de Federico Ramos destinado a oficinas del Banco de México.

## Historia

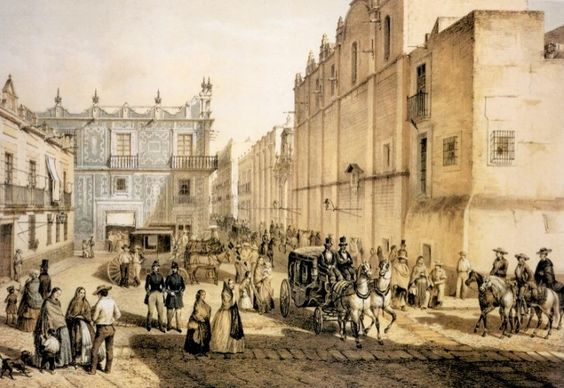
Casa de los perros y Plaza Guardiola. " La plazuela de Guardiola", grabado de Casimiro Castro ca 1855-56.

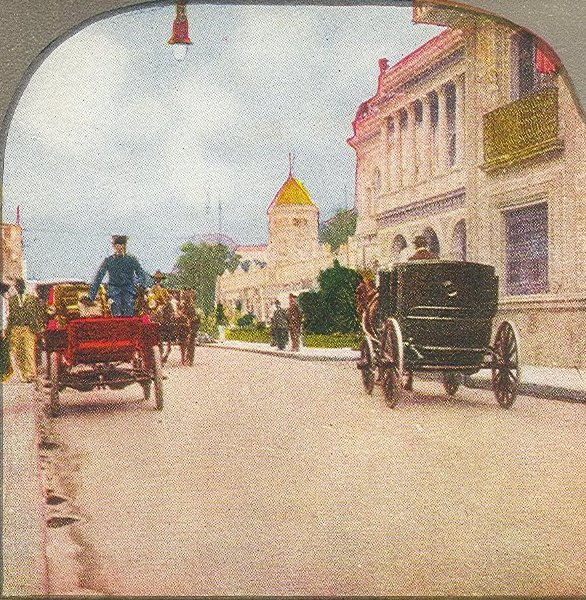
Avenida de San Francisco con la Casa de los perros al fondo. En la imagen se observan vehículos tirados por caballos y los primeros automóviles modernos de la ciudad, 1909.

El terreno ocupado por el edificio tiene antecedentes históricos relevantes a la historia capitalina que se remontan al siglo XVI al ser desemboque de uno de los accesos principales de la casa principal de la Orden de San Francisco en México, el Convento de San Francisco siendo entonces la Plaza de San Francisco. En el siglo XVII el terreno fue ocupado por la casa de Juan Ildefonso de Padilla, segundo marqués de Santa Fe de Guardiola, de donde se derivó su nombre tanto la casa como la plazoleta frente a ella. Desde la época novohispana de la capital dicho punto se convertiría en referencia como punto de inicio para paseos y eventos como peregrinaciones o marchas diversas que tomaron la antigua calle de Plateros, hoy Madero, como vía de acceso a la plaza principal de la ciudad. Por ello sería punto simbólico de encuentro en el siglo XIX a momentos históricos del país como la entrada del Ejército Trigarante en 1821 al consumarse la Independencia de México. El 30 de septiembre de 1865 recibió una escultura de José María Morelos de parte de Maximiliano de Habsburgo.
En 1871 el empresario José Fernando Vicente Escandón Garmendia, que recibió por herencia la casa, ordenaría demoler la casa de Ildefonso de Padilla y edificar un nuevo palacete de estilo art noveau conocido popularmente como Casa de los perros, dadas las esculturas de perros y leones que tenía como remates dicho edificio. La obra de la casa fue de Ramón Rodríguez Arangoiti.
A partir de los años 30 y 40 el entorno y el paisaje aún novohispano en torno a la antigua Plazoleta de Guardiola sería modificado aceleradamente con la conclusión del Palacio de Bellas Artes, la construcción del edificio del Banco de México, del edificio La Nacional, de la Torre Latinoamericana y finalmente la conversión de la antigua calle de San Juan de Letrán en el Eje Central Lázaro Cárdenas. Luego de remodelar su edificio central, Obregón recibiría la encomienda del Banco de México de hacer un nuevo edificio de oficinas y bóvedas en el terreno adyacente comprado a la familia Escandón en 1937 por lo cual decidió demoler la Casa de los perros y dar paso al nuevo edificio.

## Estilo
Según De Garay la edificación se inserta dentro del periodo de Obregón que ha denominado protorracionalista (del racionalismo), en el que su actividad produjo otras edificaciones como el Hotel Del Prado, el Hotel Regis y la sede central del Instituto Mexicano del Seguro Social, en Paseo de la Reforma, considerado un ejemplo refinado del racionalismo en el país. Otras fuentes citan influencia decorativa del art decó. En la época contemporánea, el edificio Guardiola compone el extremo nororiente del entorno de uno de los cruces más transitados de la capital mexicana, el del Eje Central y el final de la avenida Juárez, la calle Madero y la plaza frente al Palacio de Bellas Artes. Los espacios jardinados alrededor del edificios fueron creados originalmente a ras del suelo de la avenida Madero, pero el hundimiento de la ciudad ha provocado que dichos elementos estén elevados a cerca de dos metros de la acera.